# Jörg Paul Müller
Jörg Paul Müller (* 16. September 1938 in St. Gallen) ist ein Schweizer Rechtswissenschaftler.
Müller studierte Rechtswissenschaften und Soziologie an den Universitäten Genf und Bern und schloss ein Postgraduierten-Studium an der Harvard Law School mit dem Master of Law ab. Nach seiner Promotion 1964 mit der Arbeit Die Grundrechte der Verfassung und der Persönlichkeitsschutz des Privatrechts und seiner Habilitation 1971 mit der Arbeit Vertrauensschutz im Völkerrecht jeweils an der Universität Bern wurde er ebendort Ordinarius für Öffentliches Recht und Rechtsphilosophie. Daneben war er als Lehrbeauftragter für Verfassungsrecht, Staatstheorie und politische Ethik an den Universitäten Freiburg, Basel, St. Gallen und der ETH Zürich tätig. Müller war von 1976 bis 1983 auch im Nebenamt Richter des Schweizerischen Bundesgerichts. Er hatte das Amt des Präsidenten der Unabhängigen Beschwerdeinstanz für Radio und Fernsehen (UBI) inne.
Zusammen mit Luzius Wildhaber erhielt er 1999 den Marcel-Benoist-Preis. 2000 verlieh ihm die Juristische Fakultät der Universität Basel ein Ehrendoktorat.

## Schriften (Auswahl)
- Die Grundrechte der Verfassung und der Persönlichkeitsschutz des Privatrechts (= Abhandlungen zum schweizerischen Recht. Neue Folge, H. 360). Stämpfli, Bern 1964 (Dissertation, Universität Bern, 1964).
- Vertrauensschutz im Völkerrecht. Heymann, Köln 1971 (Habilitationsschrift, Universität Bern, 1971).
- Soziale Grundrechte in der Verfassung? (= Schweizerischer Juristenverein: Referate und Mitteilungen. Jg. 107, H. 4). Helbing und Lichtenhahn, Basel 1973.
- Demokratische Gerechtigkeit. Eine Studie zur Legitimität rechtlicher und politischer Ordnung. Deutscher Taschenbuch Verlag, München 1993 (online).
- Die demokratische Verfassung. Zwischen Verständigung und Revolte. Verlag Neue Zürcher Zeitung, Zürich 2002; 2., überarbeitete Auflage: Die demokratische Verfassung. Von der Selbstbestimmung der Menschen in den notwendigen Ordnungen des Zusammenlebens. NZZ Libro, Zürich 2009.
- Perspektiven der Demokratie. Vom Nationalmythos Wilhelm Tell zur Weltsicht Immanuel Kants. Stämpfli, Bern 2012.
- Verwirklichung der Grundrechte nach Art. 35 BV. Der Freiheit Chancen geben. Stämpfli, Bern 2018.